# لاريسا لازوتينا
لاريسا لازوتينا (Larisa Lazutina) (الروسية: Лари́са Евге́ньевна Лазу́тина) هي لاعبة أولمبية لرياضة تزلج ريفي من روسيا. شاركت في الأولمبياد الشتوي في 1992–1998، وفازت بما مجموعه 7 ميداليات.

## الميداليات
| ذهب | فضة | برونز | المجموع |
| 5   | 1   | 1     | 7       |

## روابط خارجية
- لاريسا لازوتينا على موقع الاتحاد الدولي للتزلج (التزلج الريفي) (الإنجليزية)
- لاريسا لازوتينا على موقع أوليمبيديا (الإنجليزية)